# Kunbaja
Kunbaja este un sat în districtul Bácsalmás, județul Bács-Kiskun, Ungaria, având o populație de 1.652 de locuitori (2011). 

## Demografie
Componența etnică a satului Kunbaja
     Maghiari (82,93%)
     Germani (15,7%)
     Necunoscut (0,3%)
     Alții (1,07%)
Componența confesională a satului Kunbaja
     Romano-catolici (57,87%)
     Fără religie (11,02%)
     Reformați (5,21%)
     Necunoscută (25,36%)
     Atei (0,54%)
     Alte religii (0,42%)
Conform recensământului din 2011, satul Kunbaja avea 1.652 de locuitori. Din punct de vedere etnic, majoritatea locuitorilor (82,93%) erau maghiari, cu o minoritate de germani (15,7%). Apartenența etnică nu este cunoscută în cazul a 0,3% din locuitori.  Din punct de vedere confesional, majoritatea locuitorilor (57,87%) erau romano-catolici, existând și minorități de persoane fără religie (11,02%) și reformați (5,21%). Pentru 25,36% din locuitori nu este cunoscută apartenența confesională.